# Армендарис, Агустин
Агустин Армендарис-и-Мурильо, Адриан-и-Отасу (исп. Agustín Armendáriz y Murillo, Adrián y Otazu; 1 апреля 1786, Виана — 20 декабря 1875) — испанский прогрессивистский политик.

## Карьера
Заместитель министра внутренних дел с 1837 года и министр внутренних дел с апреля по июль 1840 года в кабинете Эваристо Переса де Кастро; представитель Наварры в 1840 году, пожизненный сенатор с 1845 года и мэр королевского двора. В 1853 году получил вновь созданный дворянский титул маркиза Армендарис.

## Семья
От брака с Марией де ла Нативидад Сайнс де Урбина (1800 — 1875) у него родилась единственная дочь Мария де ла Асунсьон Синфороса.